# Heterakidae
Die Heterakidae sind eine Familie der Spulwürmer mit über 150 Arten. Von tiermedizinischer Bedeutung ist vor allem die Gattung Heterakis als Parasiten beim Geflügel.

## Merkmale
Die drei Lippen sind abgerundet und nicht durch Seitenlappen verbunden. Der Ösophagus ist kurz und kräftig, sein hinterer Teil (Bulbus) ist mit drei Klappen ausgestattet. Das schleifenartige Bandpaar im Bereich des Kopfes (‚cordons‘) ist, so vorhanden, schwach entwickelt und von inkonstanter Breite.

## Systematik
Hodda (2022) unterteilt die Familie in drei Unterfamilien und 17 Gattungen:
- Heterakinae Railliet & Henry, 1912
  - Bufonerakis Baker, 1980
  - Cagourakis Petter, Chermette & Vassart, 1989
  - Haroldakis Inglis, 1991
  - Heterakis Dujardin, 1845
  - Kiwinema Inglis & Harris, 1990
  - Mammalakis Inglis, 1991
  - Musserakis Hasegawa, Dewi & Asakawa, 2014
  - Neoheterakis Kumar & Thienpont, 1974
  - Odontoterakis Skrjabin & Schikhobalova, 1947
  - Pseudaspidodera Baylis & Daubney, 1922
  - Spinicauda Travassos, 1920
- Meteterakinae Inglis, 1967
  - Meteterakis Karve, 1930
- Spinicaudinae Travassos, 1920
  - Africana Travassos, 1920
  - Hatterianema Chabaud & Dollfus, 1966
  - Moaciria Freitas, 1956
  - Pseudostrongyluris Guerrero, 1971
  - Strongyluris Mueller, 1894